# Michael Josselson
Michael Josselson (* 2. März 1908 in Tartu, Russisches Kaiserreich; † 7. Januar 1978 in Genf) war ein amerikanischer Publizist und Mitarbeiter der CIA. Er wirkte insbesondere als Verbindungsmann zwischen dem amerikanischen Geheimdienst und dem Kongress für kulturelle Freiheit.

## Herkunft und Ausbildung
Josselson kam als Sohn eines jüdischen Holzhändlers zur Welt. Er besuchte eine estnische Grundschule. Den weiterführenden Schulunterricht absolvierte er von 1920 bis 1927 in Berlin. Anschließend besuchte er in den Jahren 1927 und 1928 die Friedrich-Wilhelms-Universität sowie die Albert-Ludwigs-Universität Freiburg.

## Kaufmännische Tätigkeiten
Josselson arbeitete nach dem Universitätsbesuch als Einkäufer für ein Kaufhaus (Gimbel-May) und war verantwortlich für den europaweiten Einkauf, wobei ihm seine guten Sprachkenntnisse in Deutsch, Russisch, Französisch und Englisch zugutekamen. 1935 verließ er Deutschland und nahm eine Stelle als Manager im Pariser Büro von Gimbel an. 1937 emigrierte er in die Vereinigten Staaten, begleitet von seiner französischen Ehefrau Colette. Er arbeitete in New York City als Geschäftsführer aller europäischen Büros von Gimbel.
Aufgrund des weltkriegsbedingten Zusammenbruchs der europäischen Märkte war Josselson 1941 gezwungen, erneut als Einkäufer für Gimbel zu arbeiten. Die Eheleute Josselson trennten sich; während sie in New York blieb, wandte er sich aus beruflichen Gründen nach Pittsburgh. Die Scheidung folgte 1949.

## Kriegsdienst
Im Jahre 1942 nahm Josselson die amerikanische Staatsbürgerschaft an und trat im Jahr darauf in die United States Army ein. In der Armee durchlief er ein Trainingsprogramm des militärischen
Geheimdienstes und agierte anschließend als Übersetzer in einer Nachrichteneinheit auf dem europäischen Kriegsschauplatz. 1946 verließ er die Armee im Rang eines Oberleutnant (1st Lieutenant), blieb jedoch bis 1950 als Offizier des militärischen Geheimdienstes in der Reserve.

## Tätigkeiten für US-Behörden im Nachkriegsdeutschland
Von 1946 bis 1949 arbeitete Josselson als Offizier für kulturelle Angelegenheiten für das OMGUS in Berlin. Von 1949 bis 1950 war er beim amerikanischen Hochkommissar in Deutschland, John McCloy, für Public Affairs zuständig. In beiden Positionen gehörte zu seinen zentralen Aufgaben, für die Entnazifizierung führender deutscher Intellektueller zu sorgen und sich um die Verbreitung von antikommunistischer Propaganda zu kümmern. Aus dieser Zeit stammten die Kontakte zur CIA.

## Kongress für kulturelle Freiheit
Nachdem Josselson 1950 aus den Diensten des amerikanischen Verteidigungsministeriums ausgeschieden war, kümmerte er sich um die Lenkung des Kongresses für kulturelle Freiheit (Congress for Cultural Freedom (CCF)). Zu seinem Aufgabengebiet als Sekretär dieser Organisation zählten unter anderem Finanzierungsfragen. Er arrangierte dabei den Zufluss von CIA-Mitteln.
Seine Arbeit im Hintergrund umfasste ebenfalls die Organisation von Tagungen des CCF, die Produktion verschiedenster CCF-Publikationen und die Einrichtung von Regionalbüros in aller Welt. Nachdem Journalisten 1966 die Finanzierung des CCF aus CIA-Mitteln publik gemacht hatten, trat Josselson 1967 von seinen Ämtern im CCF zurück.
Nach diesem Schritt beriet er die Nachfolgeorganisation des CCF, die wenig bedeutsame International Association for Cultural Freedom, die trotz vergleichbarer inhaltlicher Ausrichtung alle Verbindungen zum CCF und zur CIA bestritt.

## Studie über Barclay de Tolly
In den frühen 1970er Jahren begann Josselson mit einer umfassenden Studie über Michail Bogdanowitsch Barclay de Tolly (1761–1818), ein russischer Generalfeldmarschall und Kriegsminister. Aufgrund gesundheitlicher Probleme unterstützte ihn dabei seine zweite Ehefrau Diana Dodge Josselson, mit der er seit 1961 in der Schweiz lebte. Das Buch erschien posthum im Jahre 1980 bei Oxford University Press.

## Schriften
- Michael Josselson, Diana Josselson: The commander. A life of Barclay de Tolly. Oxford: Oxford University Press, 1980, ISBN 0-19-215854-6